# أشلي غيلبرت
أشلي غيلبرت (بالإنجليزية: Ashley Gilbert)‏ (26 نوفمبر 1971 بملبورن في أستراليا - ) هو لاعب كريكت أسترالي. لعب مع فريق فكتوريا للكريكت.

## وصلات خارجية
- أشلي غيلبرت على موقع إي آس بي آن كريك إنفو (الإنجليزية)